# Kwas akrylowy
Kwas akrylowy – organiczny związek chemiczny, najprostszy nienasycony kwas karboksylowy. Jego sole i estry to akrylany.

## Otrzymywanie
Współcześnie otrzymywany jest głównie przez utlenianie propylenu. W zależności od warunków utlenianie przebiega jednoetapowo:
2CH
2=CH−CH
3 + 3O
2  →  2CH
2=CH−COOH + 2H
2O
lub dwuetapowo:
1. 2CH
2=CH−CH
3 + 2O
2  →  2CH
2=CH−CHO + 2H
2O
2. 2CH
2=CH−CHO + O
2  →  2CH
2=CH−COOH

Badane są też możliwości jego produkcji z tańszego propanu.
Dawniej stosowano szereg innych metod, np.:
- z acetylenu:

- niskotemperaturowy (40 °C) proces opracowany przez Waltera Reppego:

4C
2H
2 + 4H
2O + 2HCl + Ni(CO)
4  →  4CH
2=CH−COOH + H
2↑ + NiCl
2
- wersja wysokotemperaturowa (200 °C, 140 atm, w obecności katalizatora NiBr
2 − CuBr
2):

- hydroliza akrylonitrylu CH
2=CH
2−C≡N
- piroliza kwasu octowego do ketenu

CH
3COOH  →  CH
2=C=O + H
2O
Keten w reakcji z formaldehydem daje β-propiolakton:
CH
2=C=O + CH
2=O  →  
Związek ten za pomocą hydrolizy kwasowej przeprowadza się w kwas akrylowy
- z tlenku etylenu i cyjanowodoru:

HCN +   →  HO−CH
2CH
2−CN
Powstałą cyjanohydrynę etylenu hydrolizuje się w warunkach kwasowych do hydroksykwasu a następnie poddaje się dehydratacji (eleminacji -OH) otrzymując rzeczony kwas.
HO-CH2-CH2-CN + H2O -> NH3 + HO-CH2-CH2-COOH -> CH2=CH−COOH + H2O
Metody te są stopniowo wycofywane z użycia.

## Właściwości chemiczne
Kwas akrylowy ulega reakcjom typowym dla alifatycznych kwasów karboksylowych, jak i związków nienasyconych. Jego reaktywność jest podwyższona z powodu występowania układu wiązań sprzężonych C=C−C=O. Atom węgla β ma silny charakter elektrofilowy, dzięki czemu kwas akrylowy łatwo ulega reakcji addycji nukleofilowej. Bardzo łatwo ulega polimeryzacji, która jest silnie egzotermiczna i ma gwałtowny przebieg.